# Dungeon Rats
Dungeon Rats est un jeu vidéo de tactique au tour par tour développé et édité par Iron Tower Studio, sorti en 2016 sur Windows.
Il s'agit d'un jeu dérivé de The Age of Decadence et se place dans le contexte historique de la chute de l'Empire Romain.

## Accueil
- Canard PC : 8/10[1]